# 128 (liczba)
128 (sto dwadzieścia osiem) – liczba naturalna następująca po 127 i poprzedzająca 129.

## W matematyce
- 128 jest liczbą Friedmana (28-1)[1]
- 128 jest największą liczbą, która nie może być wyrażona przez sumę dwóch różnych kwadratów[2]
- 128 jest potęgą liczby 2, której każda cyfra składowa jest potęgą liczby 2 (następna liczba o takich własnościach to 270.000)
- 128 jest palindromem liczbowym, czyli może być czytana w obu kierunkach, w pozycyjnym systemie liczbowym o bazie 7 (242)
- 128 należy do sześciu trójek pitagorejskich (96, 128, 160), (128, 240, 272), (128, 504, 520), (128, 1020, 1028), (128, 2046, 2050), (128, 4095, 4097).

## W nauce
- liczba atomowa unbioctium (niezsyntetyzowany pierwiastek chemiczny)
- galaktyka NGC 128
- planetoida (128) Nemesis
- kometa krótkookresowa 128P/Shoemaker-Holt

## W informatyce
- 128 liczba znaków kodu ASCII

## W kalendarzu
128. dniem w roku jest 8 maja (w latach przestępnych jest to 7 maja). Zobacz też co wydarzyło się w roku 128, oraz w roku 128 p.n.e.